# Andy Dorman
Pour les articles homonymes, voir Dorman.
Andrew Dorman (né le 1er mai 1982 à Chester, en Angleterre), est un footballeur international gallois. Il joue pour le club du New England Revolution.

## Carrière

### Carrière internationale
Bien que né à Chester (Angleterre), Andy Dorman a grandi au pays de Galles et a représenté cette nation dans des sélections universitaires. Il possède notamment la nationalité américaine, ayant séjourné 7 années dans ce pays. Néanmoins, il n'est pas éligible à la nationalité galloise, n'étant pas né dans ce pays, et n'ayant de grands-parents gallois.
Depuis 2009, la FIFA autorise la naturalisation sportive d'un joueur ayant séjourné dans un pays au moins 5 ans avant l'âge de 16 ans et y avoir suivi pendant cette période des études. À ce titre, Dorman est dès lors devenu éligible à la sélection galloise, comme à la sélection américaine. Bien qu'appelé lors d'un match Écosse-Pays de Galles en novembre 2009, il n'est pas aligné sur le terrain et ne connaît sa première et unique sélection que le 23 mai 2010 pour la rencontre Croatie-Pays de Galles.

## Statistiques
| Saison      | Club           | Pays                    | Championnat         | Coupes nationales | Sélection Pays de Galles |
| ----------- | -------------- | ----------------------- | ------------------- | ----------------- | ------------------------ |
| 2007 - 2008 | Saint Mirren   | Scottish Premier League | 18 matchs / 3 buts  | 5 matchs / 2 buts | -                        |
| 2008 - 2009 | Saint Mirren   | Scottish Premier League | 36 matchs / 10 buts | 6 matchs / 2 buts | -                        |
| 2009 - 2010 | Saint Mirren   | Scottish Premier League | 34 matchs / 6 buts  | 8 matchs / 1 but  | 1 match                  |
| 2010 - 2011 | Crystal Palace | Championship            | 20 matchs / 1 but   | 3 matchs          | 2 matchs                 |

Dernière mise à jour le 28 mai 2011